# Неясыть Давида
Неясыть Давида (лат. Strix uralensis davidi) — птица семейства совиные. Подвид уральской неясыти.

## Описание
Неясыть Давида обитает в горах в центральной части Китая (Цинхай и Сычуань), в настоящее время она признана отдельным видом. Обитает в высокоствольных хвойных лесах и смешанных лесах, часто активна в сумерках и даже днём (в зимний период). Для охоты неясыть предпочитает более открытые места: опушки и поляны.

## Образ жизни
Основной пищей становятся мелкие птицы, а также грызуны. Характерный крик представляет собой низкое протяжное гудение, двойное уханье и лай. Неясыть Давида гнездится в старых гнёзда ворон и хищных птиц. Лишь на Дальнем Востоке она заселяет дупла деревьев. Вид охраняет свою территорию, у гнезда проявляет агрессию.